# Sint-Lazaruskerk
De Sint-Lazaruskerk is een voormalige kapittelkerk in de stad Avallon in Bourgogne. Haar stijl is voornamelijk romaans en het portaal dateert uit de 12e eeuw. Ze is toegewijd aan de heilige Lazarus. De kerk werd geklasseerd als monument historique in 1840.

## Geschiedenis
In het verre verleden was Avallon de zetel van een aartsdiakonaat binnen het bisdom Autun. De kerk werd gesticht op vraag van graaf Gerard of Girard. Hierdoor was de kerk gelegen binnen de muren van het grafelijk paleis. De eerste kerk dateert van de 5e eeuw en was toegewijd aan Onze-Lieve-Vrouw. Hiervan rest niet veel meer dan een kleine crypte die ontdekt werd in 1861 onder het koor.
Kort na het jaar 1000 ontving de kerk van Hendrik I, hertog van Bourgondië, een reliek van de heilige Lazarus. Tot 1146 behield de kerk de naam van Onze-Lieve-Vrouw om nadien bekend te zijn onder de patroonsnaam van Sint-Lazarus (al sprak men in de 14e eeuw van het verbasterde Saint-Ladre). Aangetrokken door de relieken van de heilige Lazarus ontving de kapittelkerk ontving in die periode talrijke pelgrims op weg naar Santiago de Compostela. Ze ontving ook talrijke bijkomende schenkingen: de hertogen van Bourgondië verhoogden het aantal prebenden tot 24, de heren van Chastellux, de Villarnoult, de Vésigneux waren tevens erg gul.

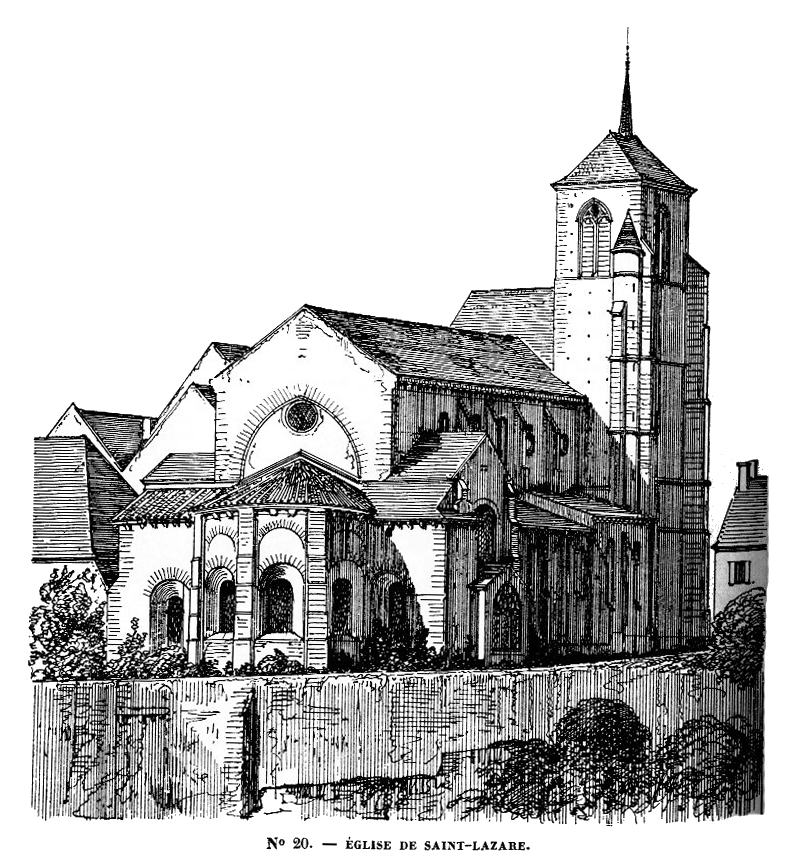
Tekening door Victor Petit (1870)

In 1080 werd de kerk gebouwd volgens het plan van de klassieke basilica. Het gewelfde koor in vier sferen, de arcades met rondbogen, twee halfronde zijkapellen en een deel van het zijschip dateren uit deze periode. Paus Paschalis II kwam in eigen persoon deze nieuwe kerk inwijden in 1106.
De abdij van Cluny, waarvan de kerk van Avallon afhankelijk is, liet in de 12e eeuw een zeer mooie voorgevel bouwen. Vandaag resten hier nog de twee portalen van, waarop ook op de zijkanten bas-reliëfs en kolossale beelden te zien zijn. Ook kan men er de perfect getorste zuilen zien.
Verschillende natuurrampen teisterden doorheen de tijd deze kerk: in 1589 brandde door een blikseminslag de klokkentoren; in 1601 vernietigde de wind drie van de vier stenen dakruiters; in 1633 liet een storm de grote toren met de klokken en het eerste gewelf van het schip instorten, terwijl het kerkhof bedekt werd met brokstukken. Het kapittel spande zich in om de schade te herstellen en liet het bovendeel van het portaal en de toren in 1670 herbouwen.
In 1860-1865 vonden belangrijke restauratiewerken plaats. Zo werd de kerk van een nieuwe vloer voorzien en werden de oude grafstenen herplaatst. Tevens werd op dat moment een nieuw in hout gesculpteerd orgel geplaatst.

## Architectuur

### Gebouw

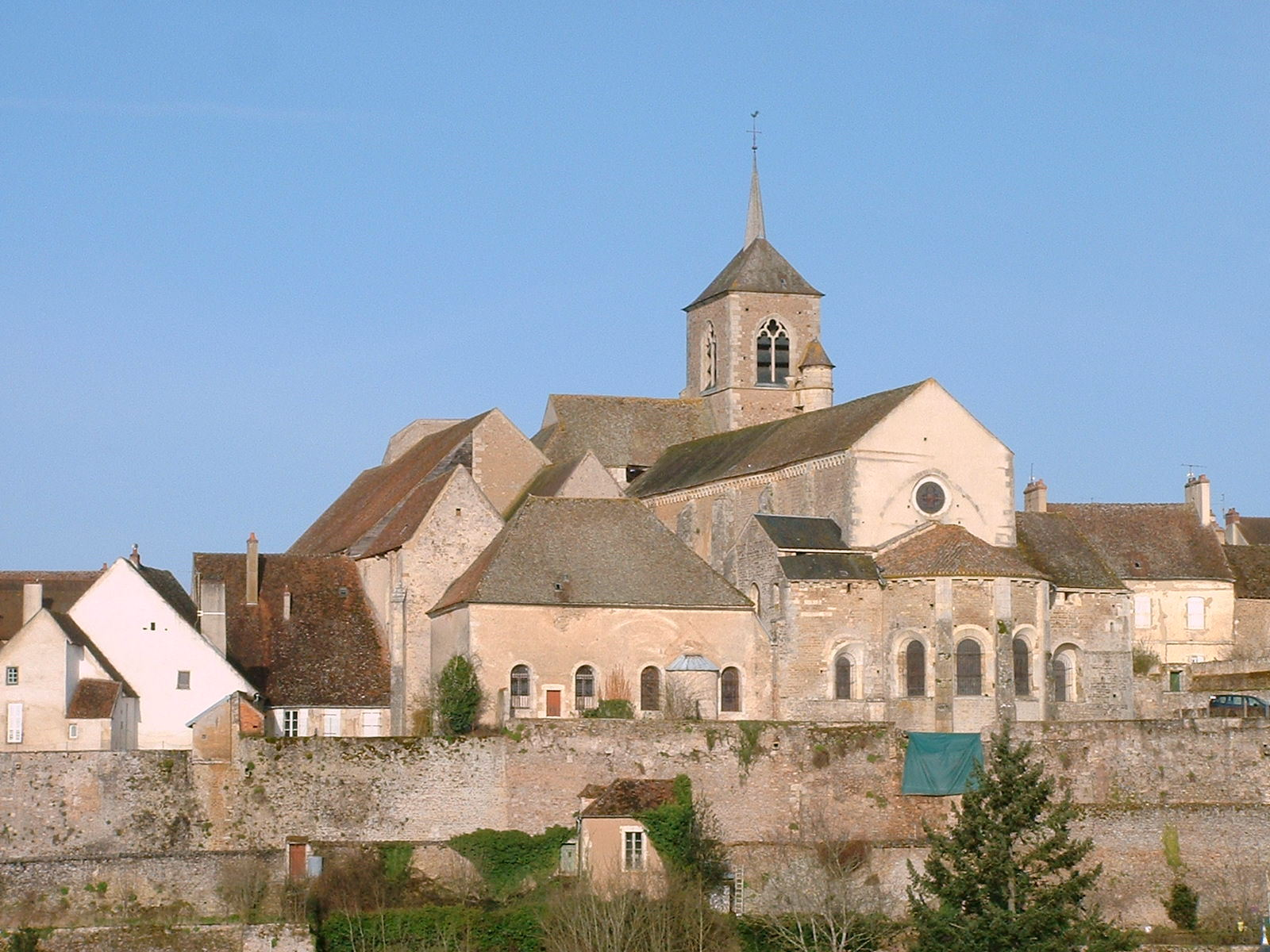
Zicht op het chevet vanaf Les Chaumes

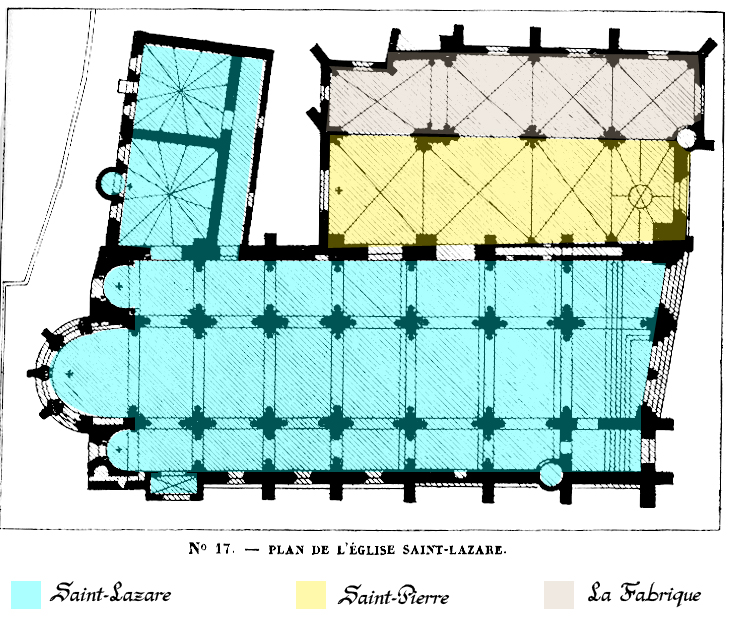
Plan van de Sint-Lazaruskerk (naar Victor Petit, 1870)

De kerk behoort duidelijk tot de Bourgondische school van de 12e eeuw, ook "school van Cluny" genaamd. Deze kenmerkt zicht door een uitzonderlijke elegantie in het decoratieve beeldhouwwerk. Victor Petit ziet er het werk in "van een groep handarbeiders van Cluny of Autun".
Het sferische gewelf op het einde van de apsis is kenmerkend voor deze periode. De fresco's zijn pas in de 19e eeuw aangebracht.
Het feit dat de voorgevel niet loodrecht op het schip staat is een bijzonderheid voor de Sint-Lazaruskerk. Een ander afwijking die de aandacht trekt is dat het koor zich 2,5 meter onder het portaal bevindt. Men krijgt toegang tot het koor door 17 trappen en een aantal grote hellende vlakken.
De kapel rechts van het koor herbergen het koorgestoelte voor de kanunniken en zijn versierd met schilderijen met trompe-l'œil van de 18e eeuw.
In de zuidelijke zijbeuk staat een stenen beeld van Sint-Michiel die de draak verslaat (14e eeuw), een stenen sculptuur van sint Anna en Maria (eind 15e eeuw) en enkele beelden in geschilderd hout daterend uit de 17e eeuw.
Op het doksaal dat uitgeeft op het schip, is in 1864 het grote orgel geplaatst.

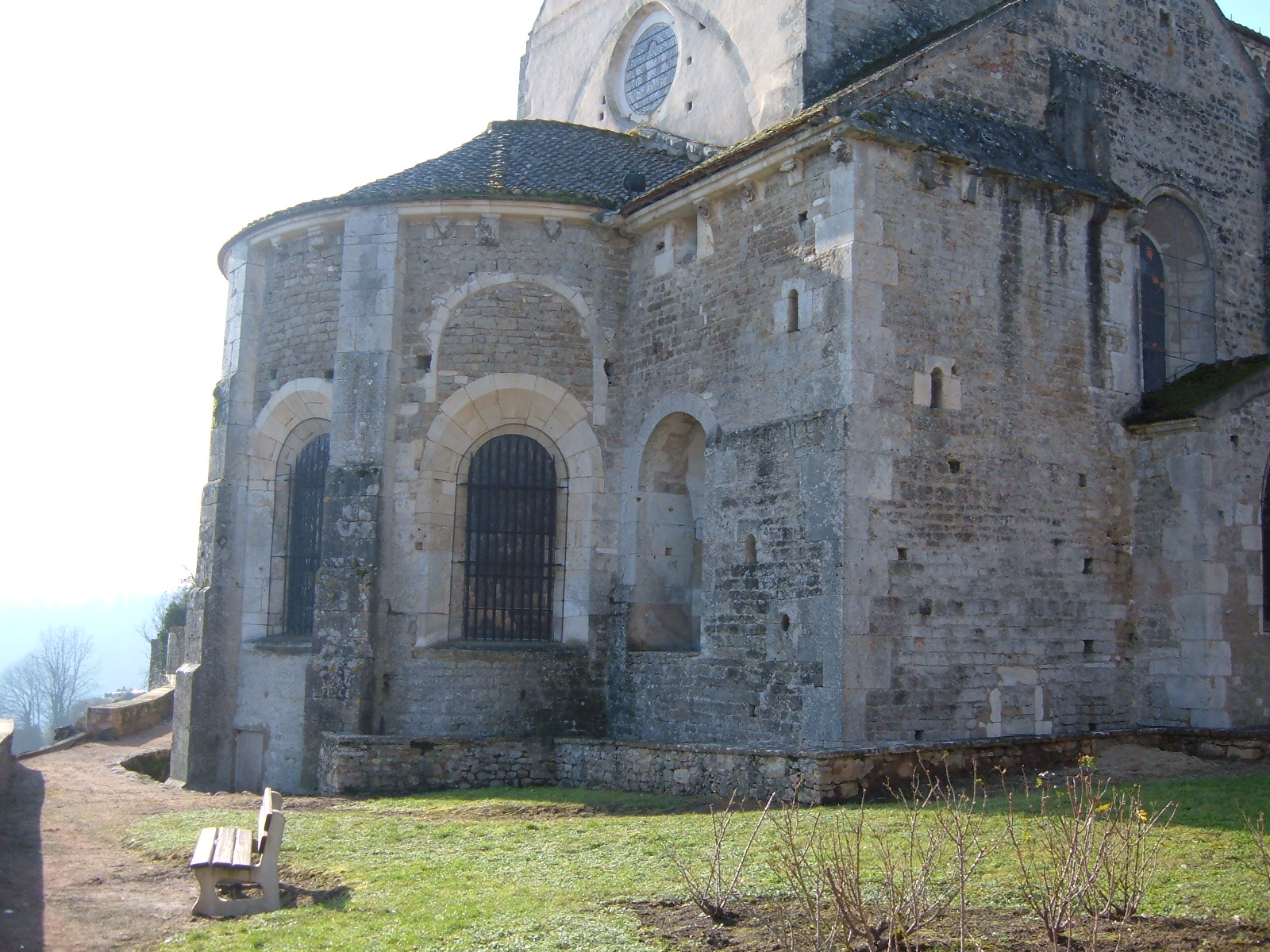
Zicht op de chevet
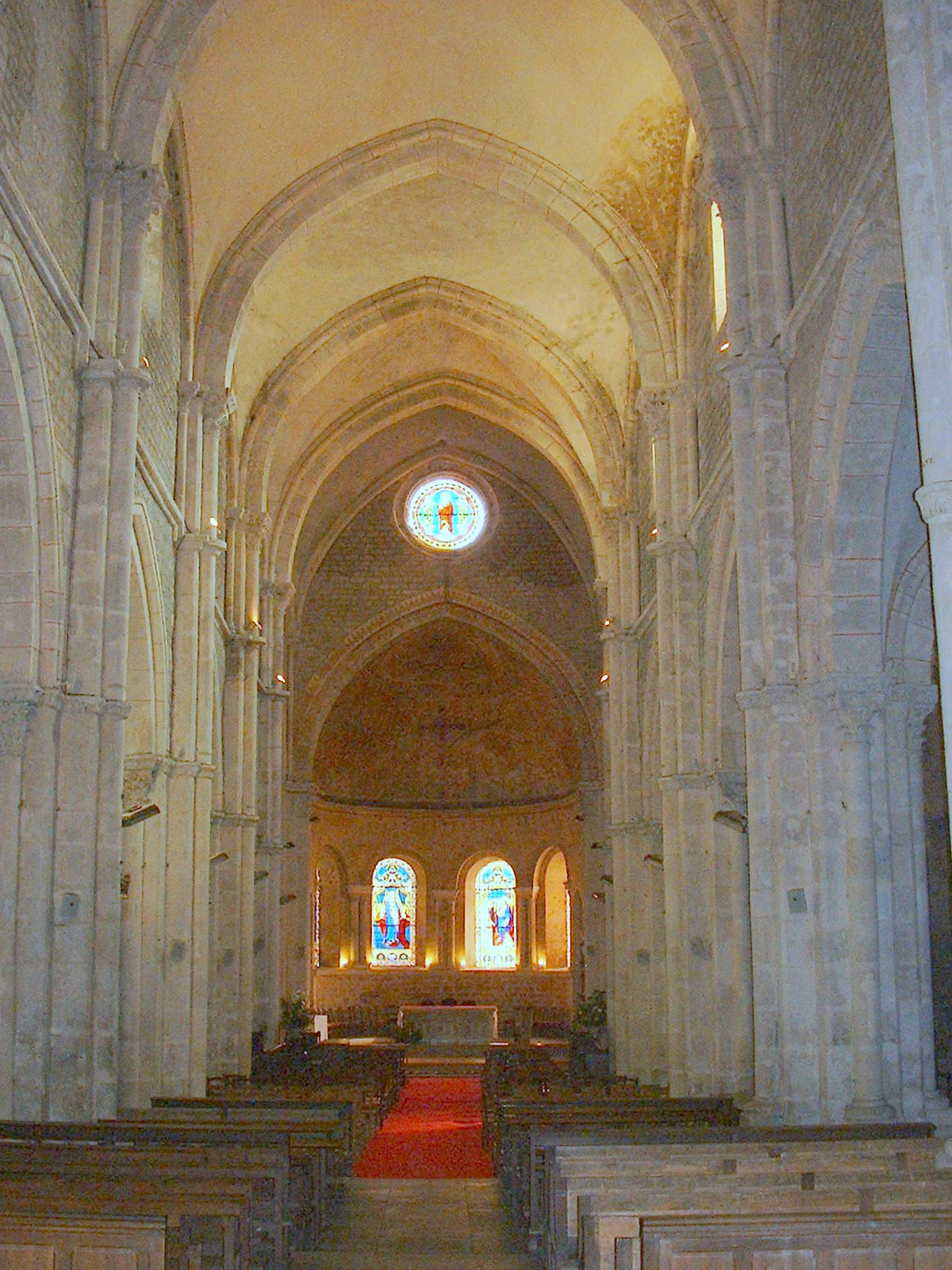
Het middenschip en het koor
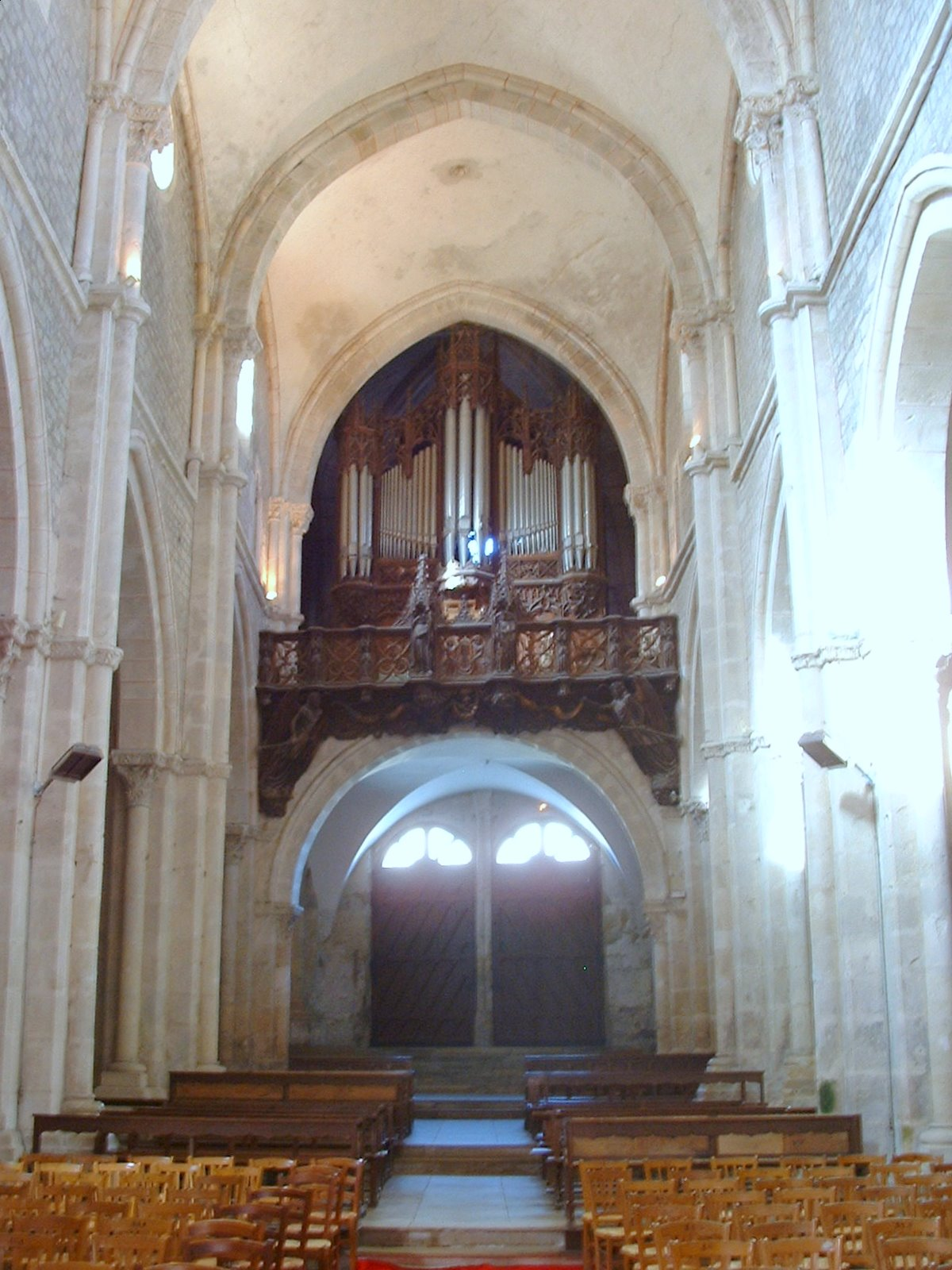
De ingang met het doksaal en orgel
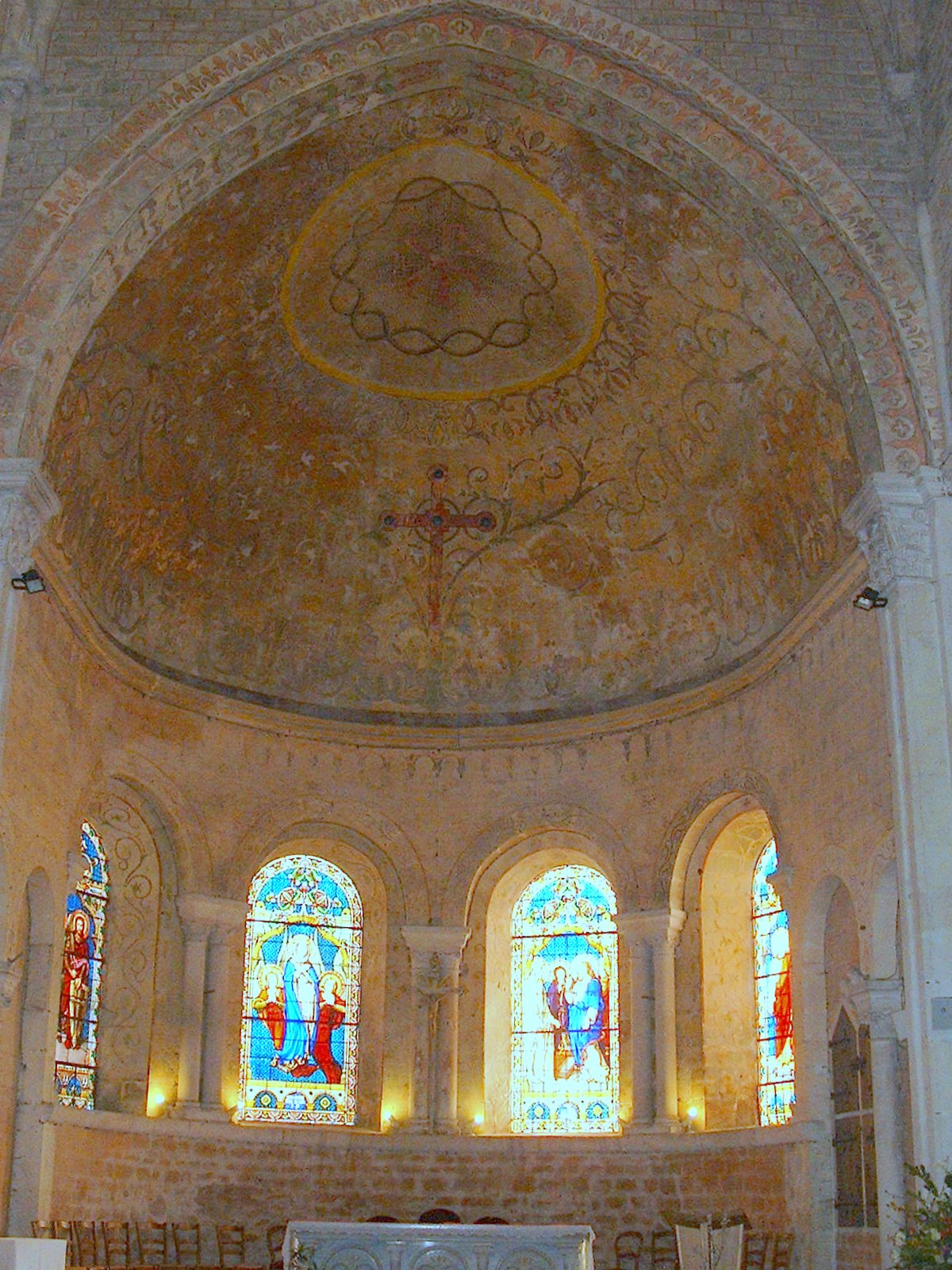
Het gebogen gewelf
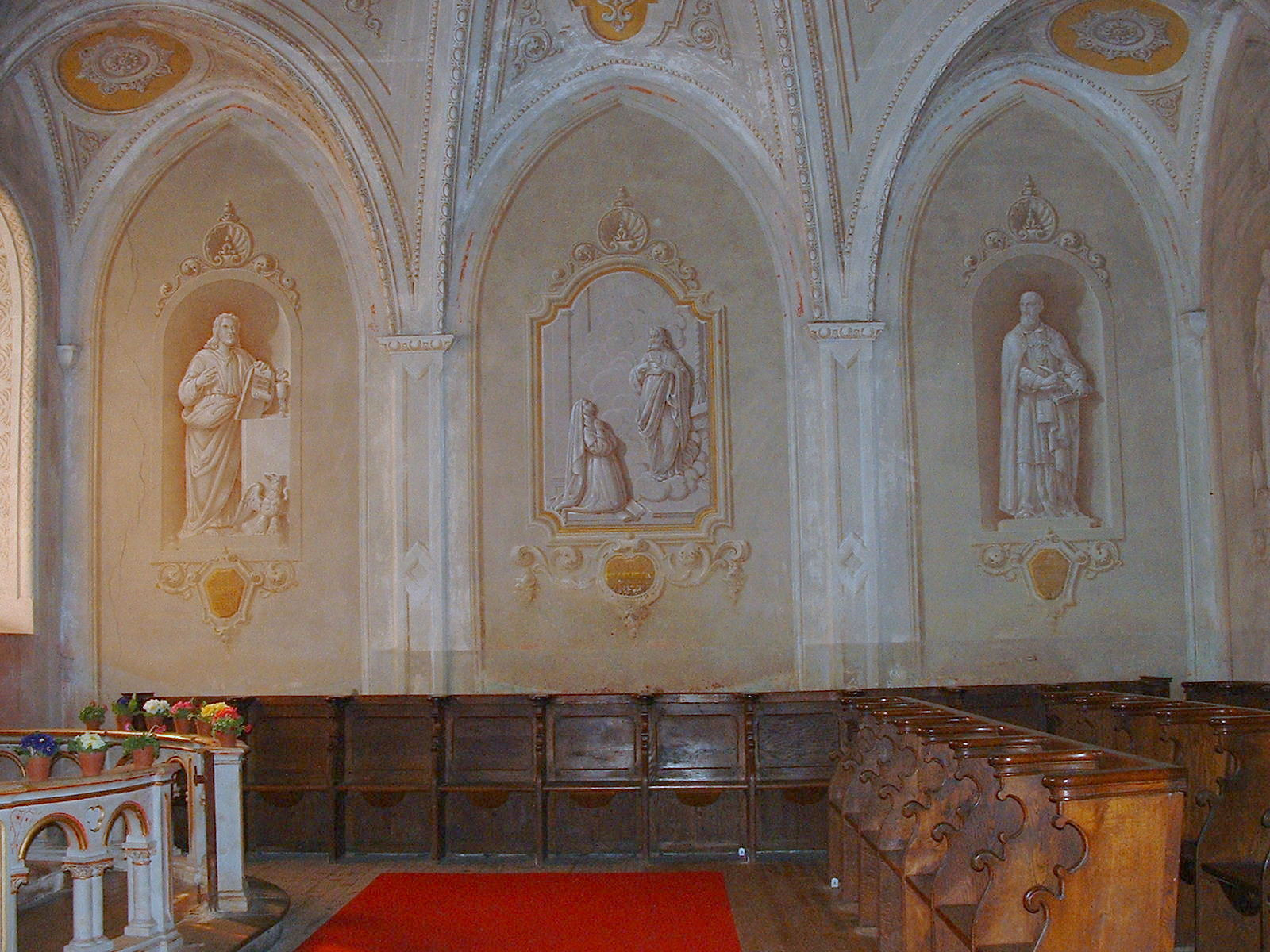
De kapel met trompe-l'œil schilderijen
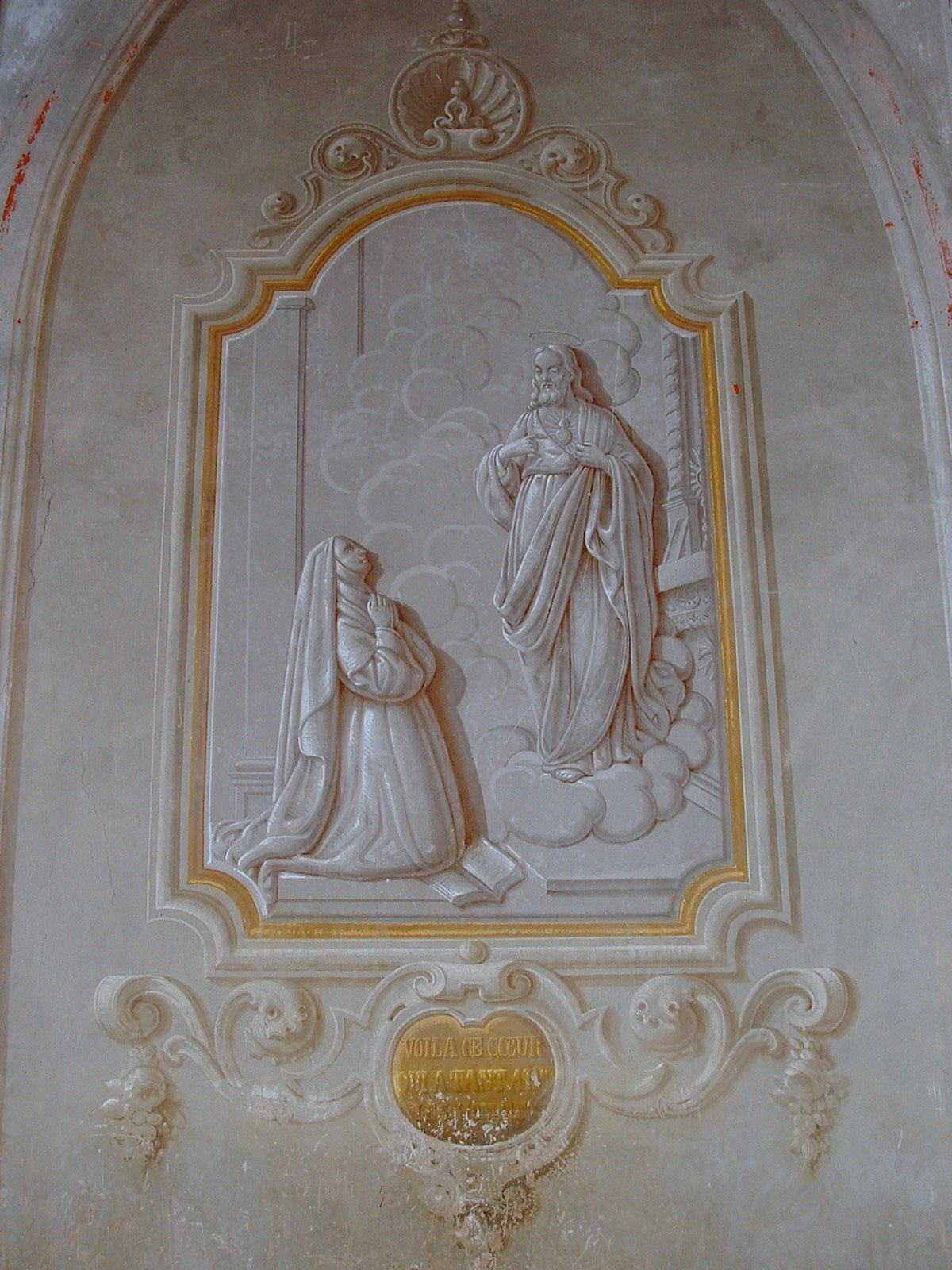
De kapel met trompe-l'œil schilderijen

### Gevel
Er bestaan nog twee portalen. Het noordelijke portaal is verloren gegaan bij de instorting van de toren. De kunsthistoricus Victor Petit beschrijft in 1870 het portaal als "hoogtepunten van de decoratieve beeldhouwkunst (chefs-d'oeuvre de la sculpture décorative)".
De getorste zuilen worden afgewisseld met rechte zuilen, de bogen met vijf gesculpteerde banden van het grote portaal, het vegetale beeldhouwwerk en de talrijke elegante beelden een evenwichtig geheel van maken.
De architect Eugène Viollet-le-Duc verbleef in Avallon in 1840 naar aanleiding van de restauratie van de basiliek van Vézelay en schreef: "Het portaal van de sint-Lazaruskerk te Avallan is een van de meest merkwaardige voorbeelden van de florale architectuur van de 12e eeuw. Ze heeft rechte en getorste zuiltjes gebeeldhouwd uit één steen met een bijzondere perfectie. De verbeelding van de laatste romaanse architecten ging zeer ver in de versiering van deze zuiltjes, totdat ze de indruk wekken van een flexibel elastisch geheel."
Een groot kolombeeld van ongeveer 2 meter uit de 12e eeuw is te zien als draagsteun rechts in het grote portaal. Met fijne draperie van steen stelt het een profeet voor en is afkomstig uit het oude portaal. Sinds de 17e eeuw is het geplaatst als montant in het galmgat van de toren, vanwaar het in 1907 is weggehaald.
Een afgietsel van het grote portaal wordt tentoongesteld in de oostelijke vleugel van paleis van Chaillot die de verzameling van de afgietsel van de diverse Franse musea herbergt.
Het kleine portaal dateert vermoedelijk uit de 16e eeuw en wordt bekroond door een latei en een timpaan waarvan het beeldhouwwerk sterk geleden heeft door de weersomstandigheden en de vandalenstreken van de Franse Revolutie.
Het grootste deel van het huidige voorplein werd tot 1724 ingenomen door het kerkhof.

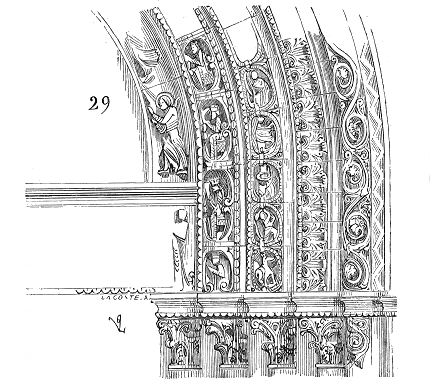
Tekening van Eugène Viollet-le-Duc (1856)
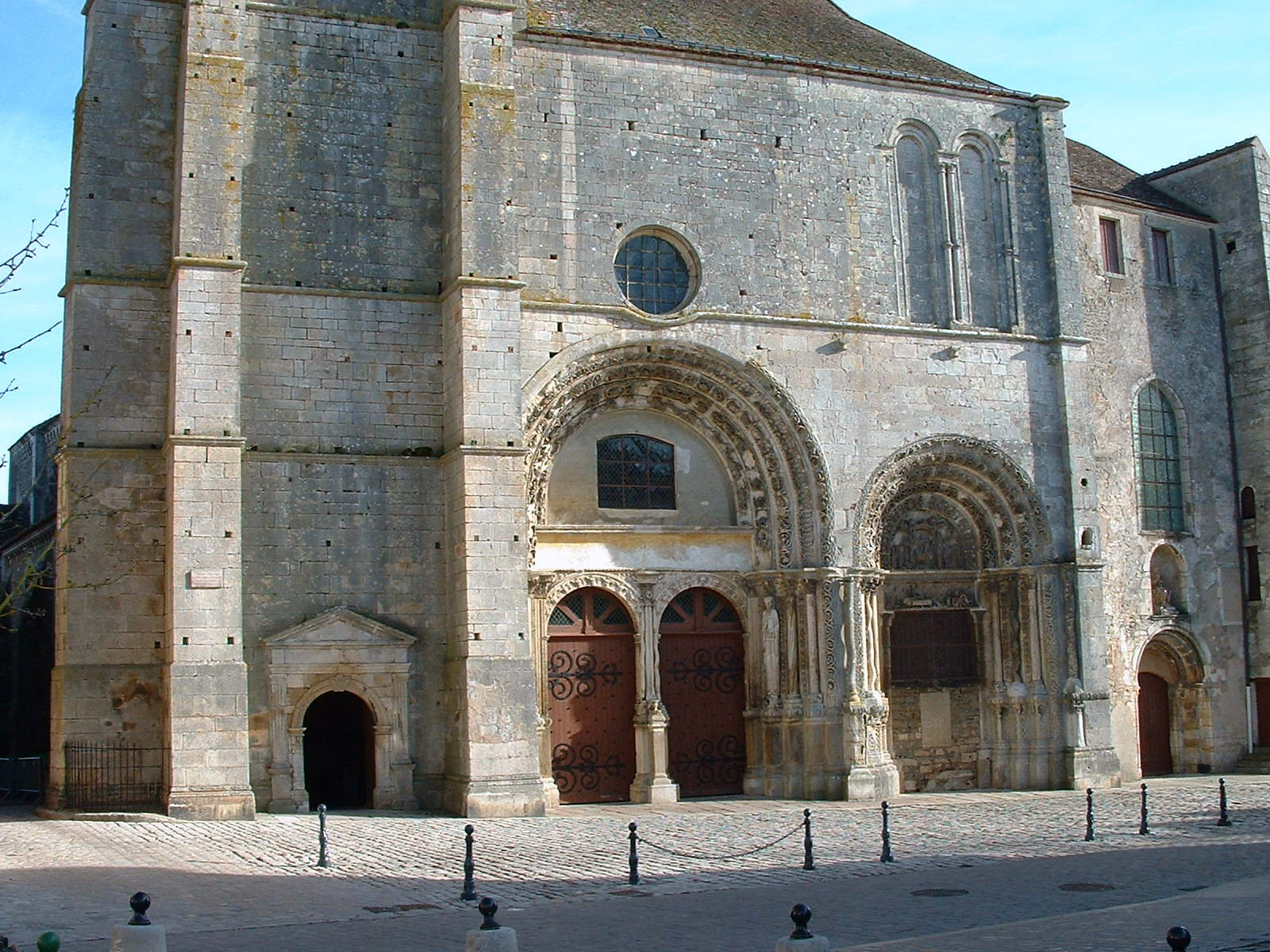
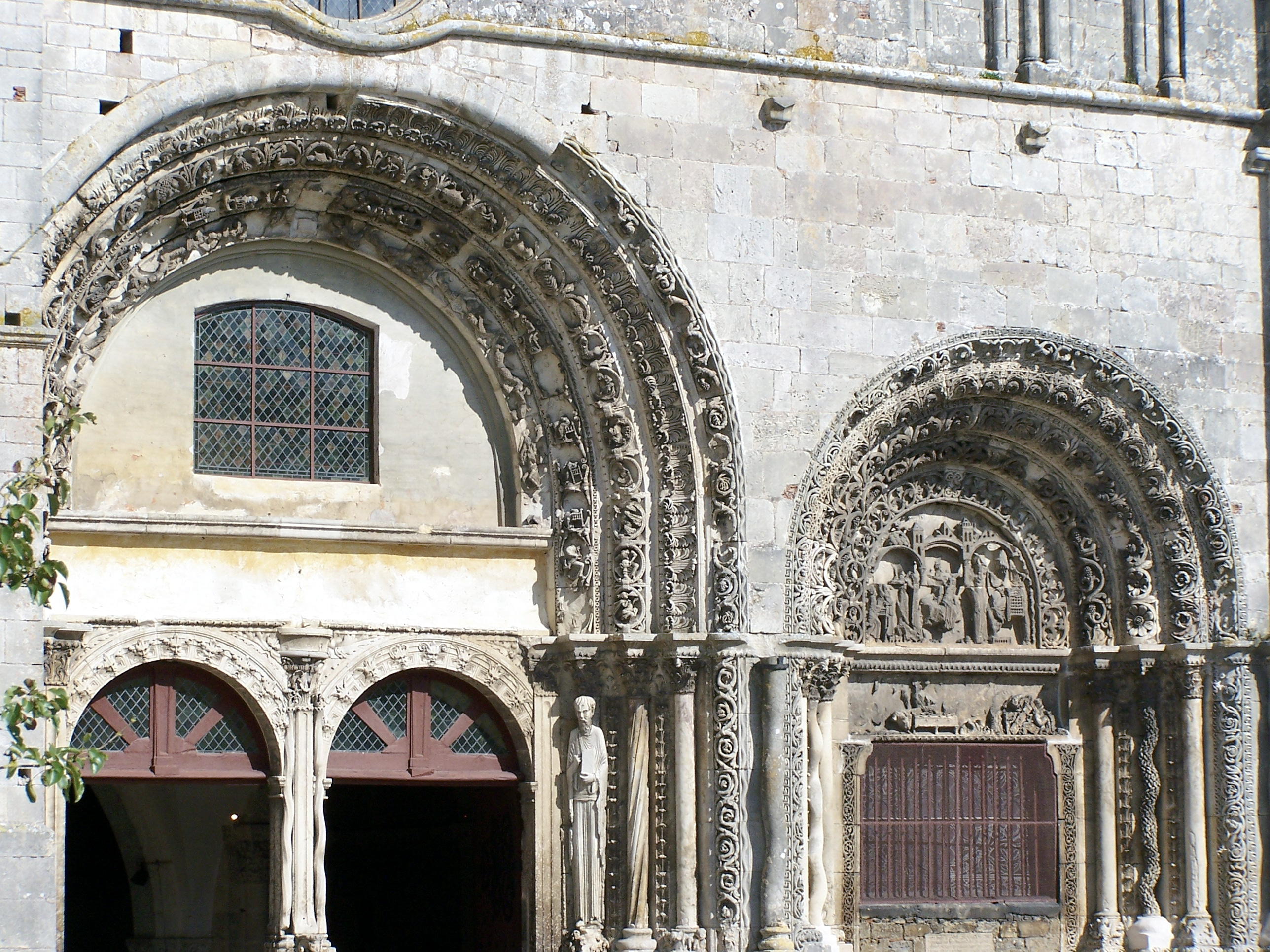
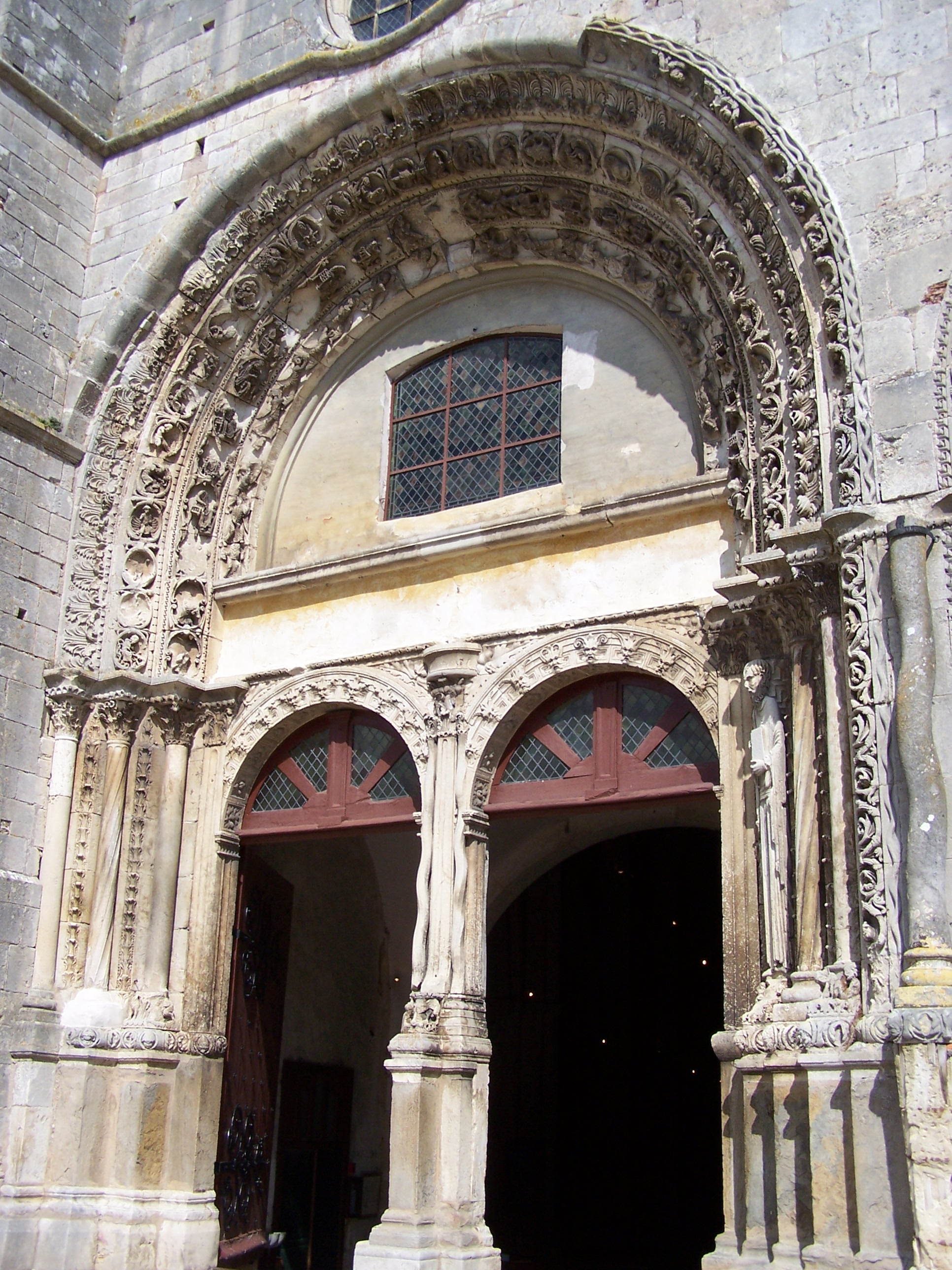
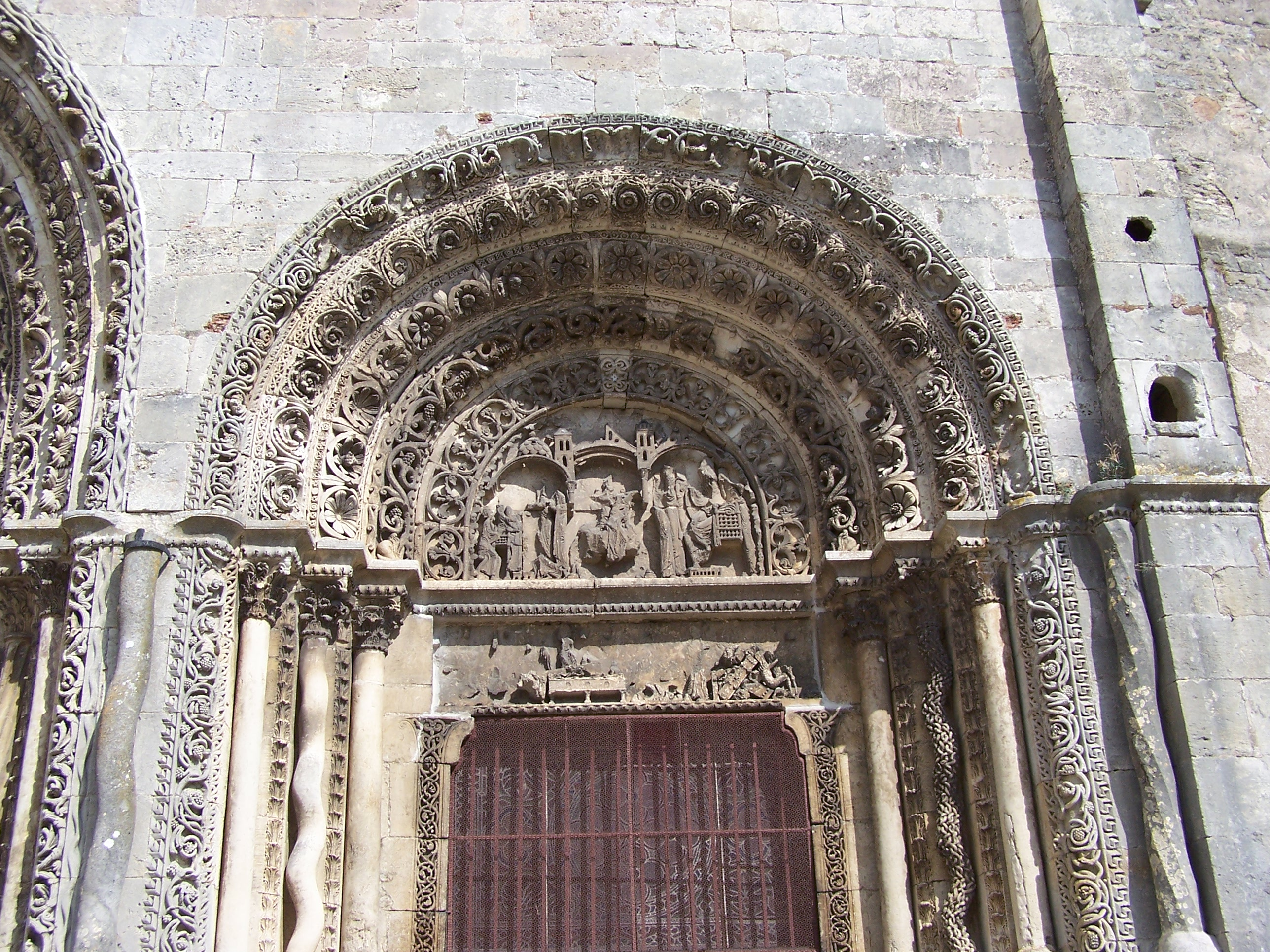
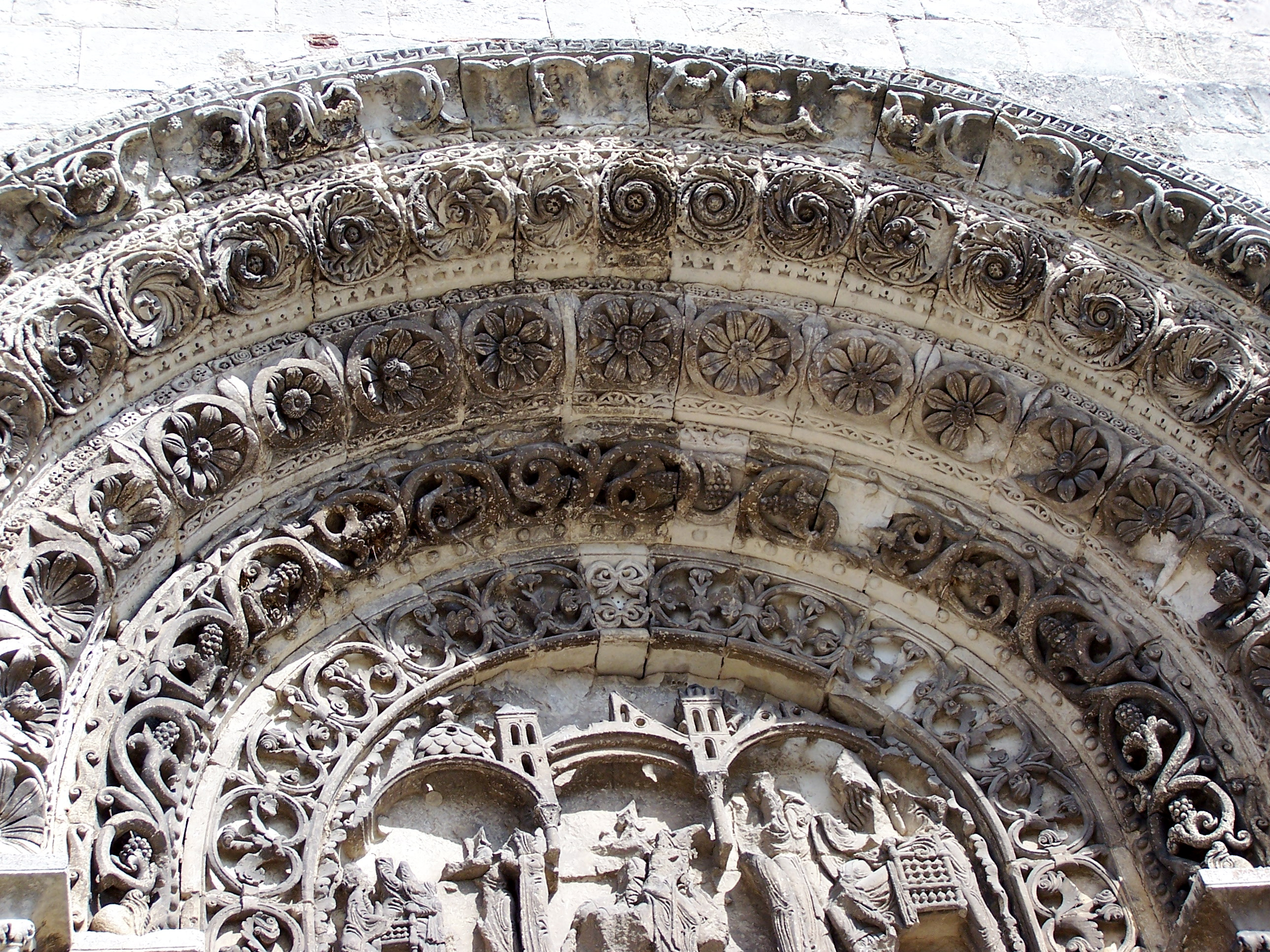
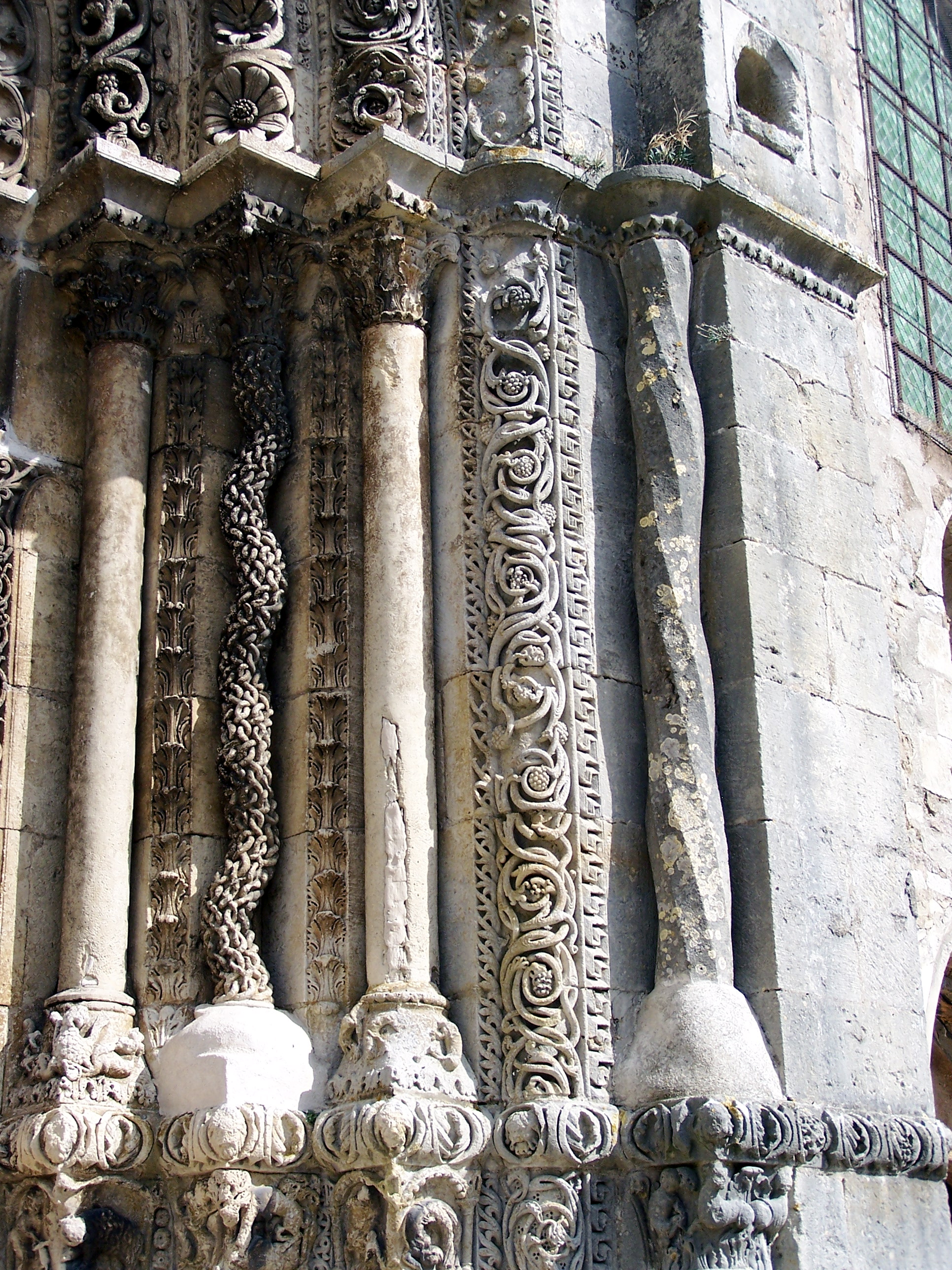
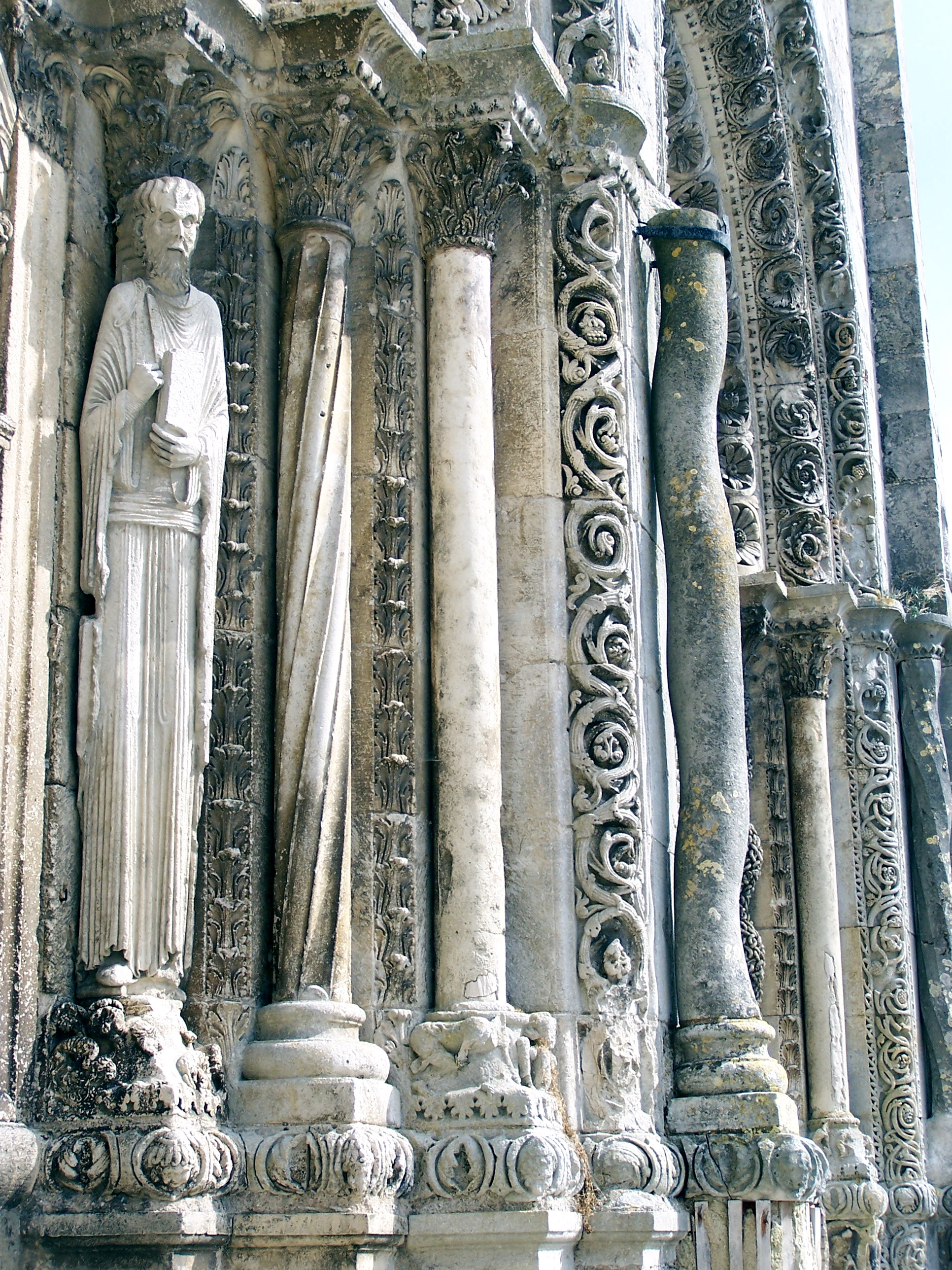
Beeld uit de 12e eeuw, een profeet voorstellend
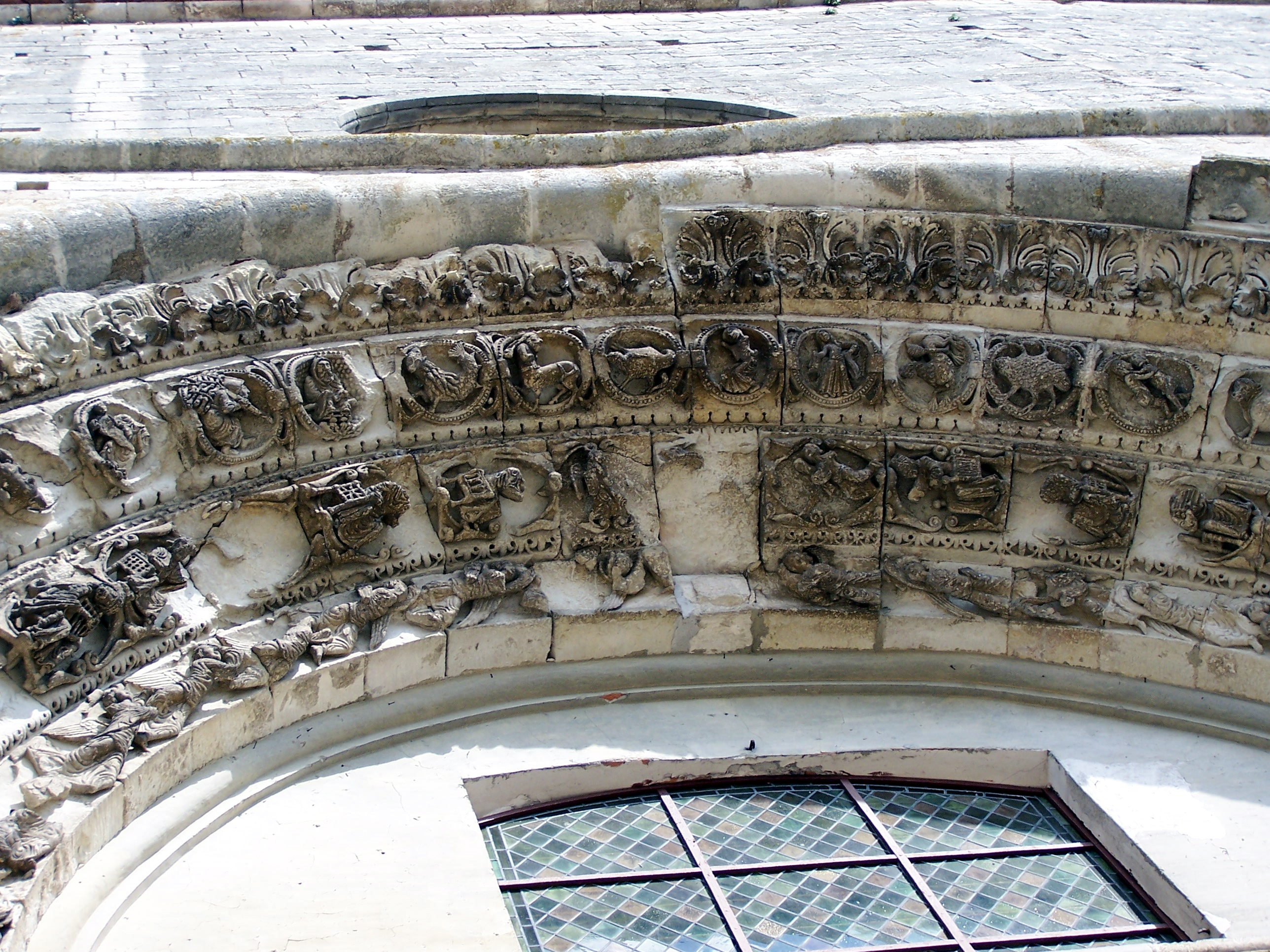
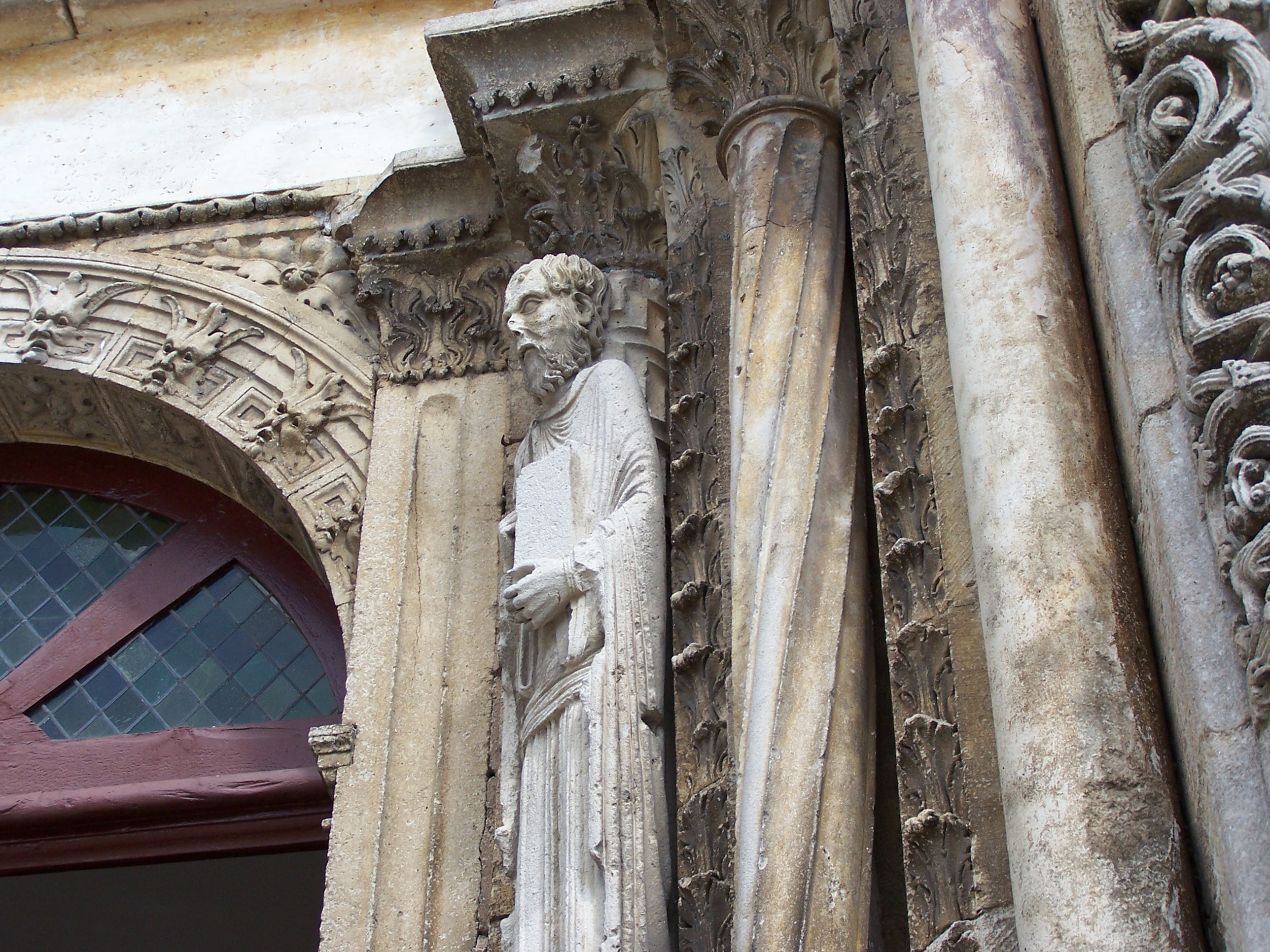

## De Sint-Pieterszaal

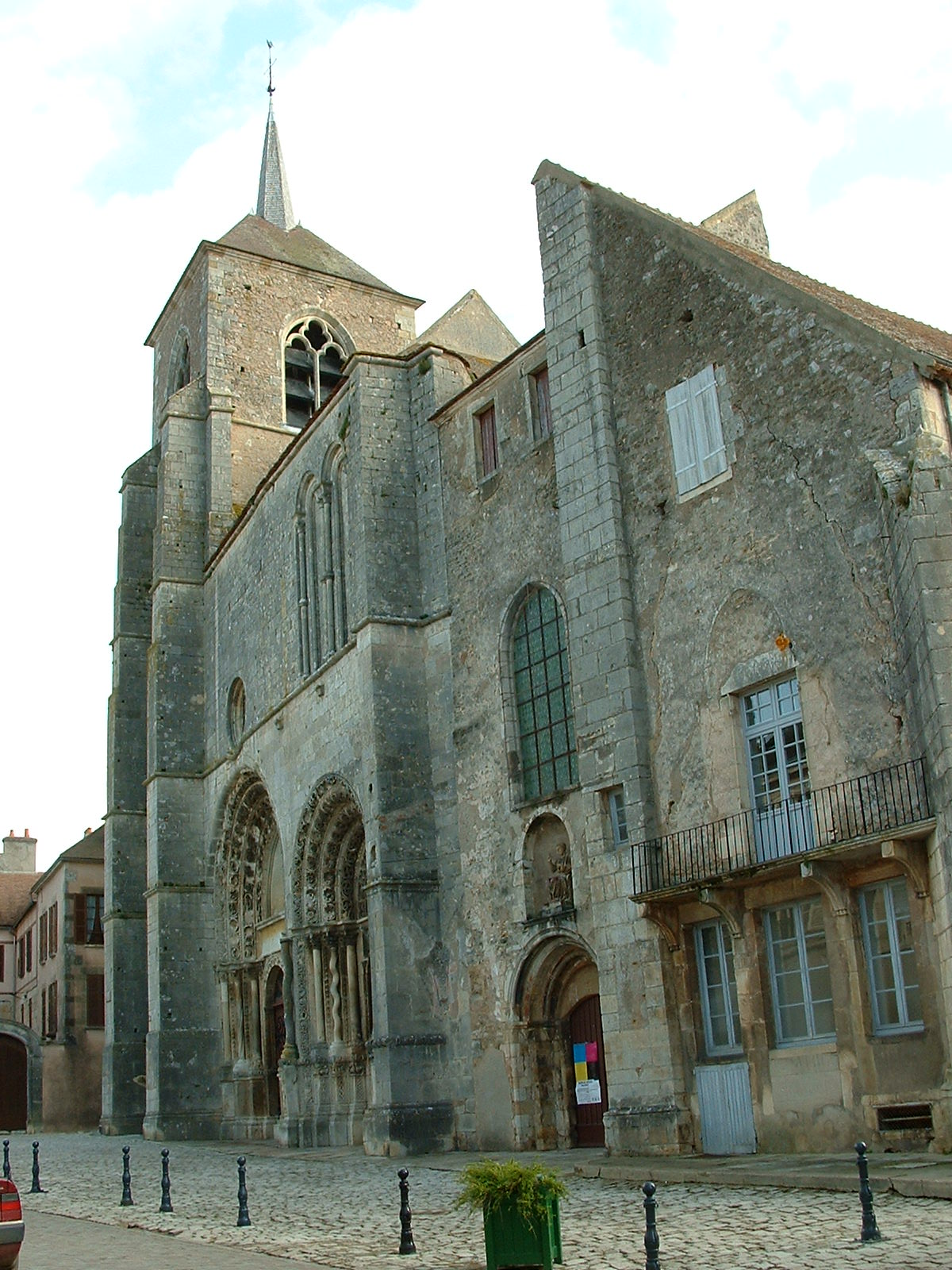
Van links naar rechts: Sint-Lazaruskerk, Sint-Pieterskerk en kerkfabriek.

Rechts van de Sint-Lazaruskerk bevindt zich nog aangebouwd een ander gebouw. Het herbergt de Sint-Pieterskerk die tot de Franse Revolutie diende als parochiekerk.
Ze bestaat uit een grote gewelfde zaal die door middel van een centrale zuilenrij in twee beuken is verdeeld. Ze werd aan het einde van de 15e eeuw gebouwd op de grondvesten van een veel oudere kerk. Nadien werd tussen de zuilen een muur gebouwd die beide beuken scheidde. De ruimte dichtst tegen de Sint-Lazaruskerk werd een kapel, de andere beuk was eigendom van de kerkfabriek.
Het gebouw biedt momenteel onderdak aan tijdelijke tentoonstellingen, nadat het in de 19e eeuw onderdak bood aan een school en een pensionaat.
De Sint-Pieterskerk had tot 1633 een eigen klokkentoren, maar die stortte in op hetzelfde moment als deze van de Sint-Lazaruskerk. Hij werd echter niet heropgebouwd.

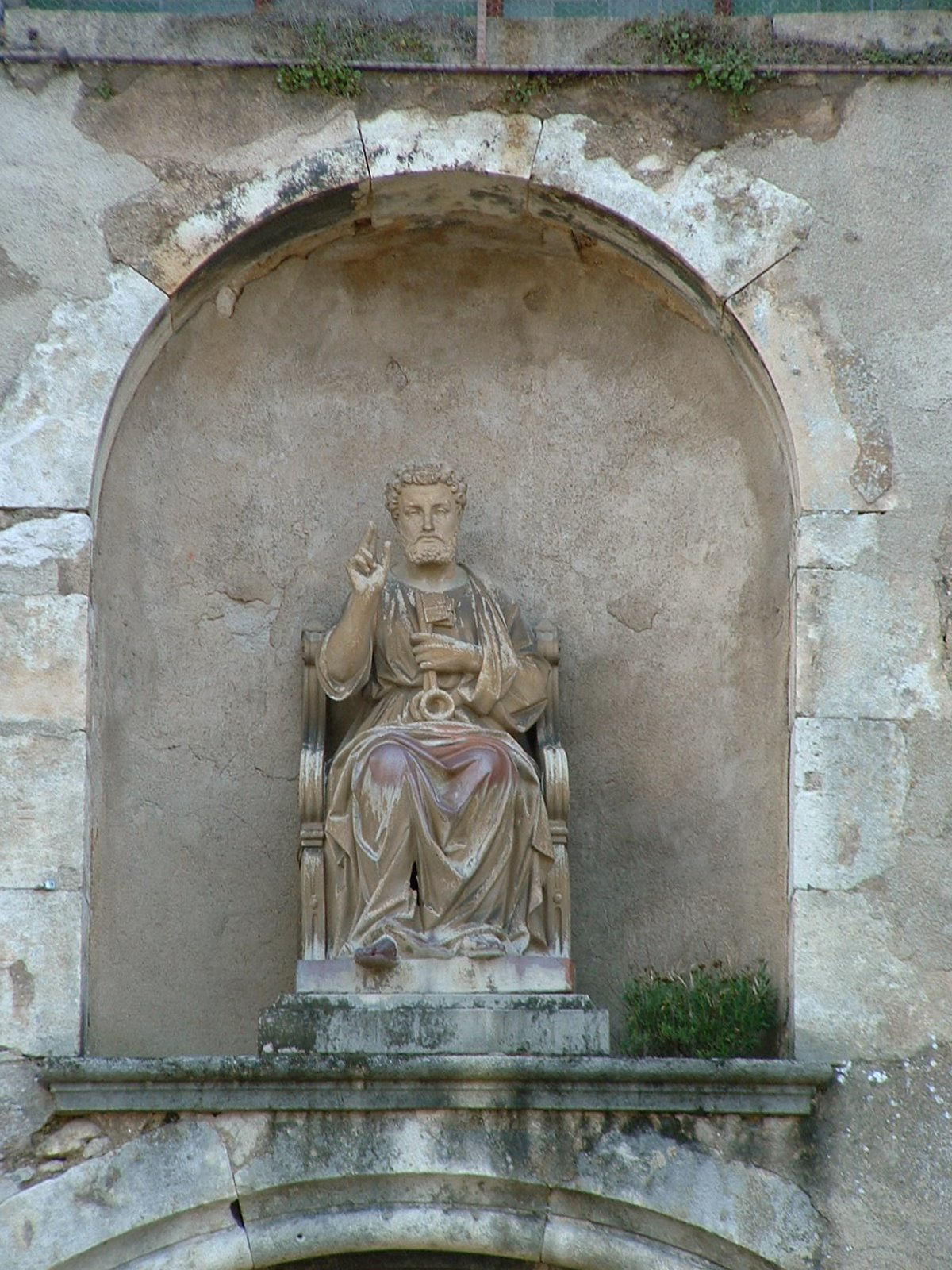
Beeld van sint-Pieter op de gevel
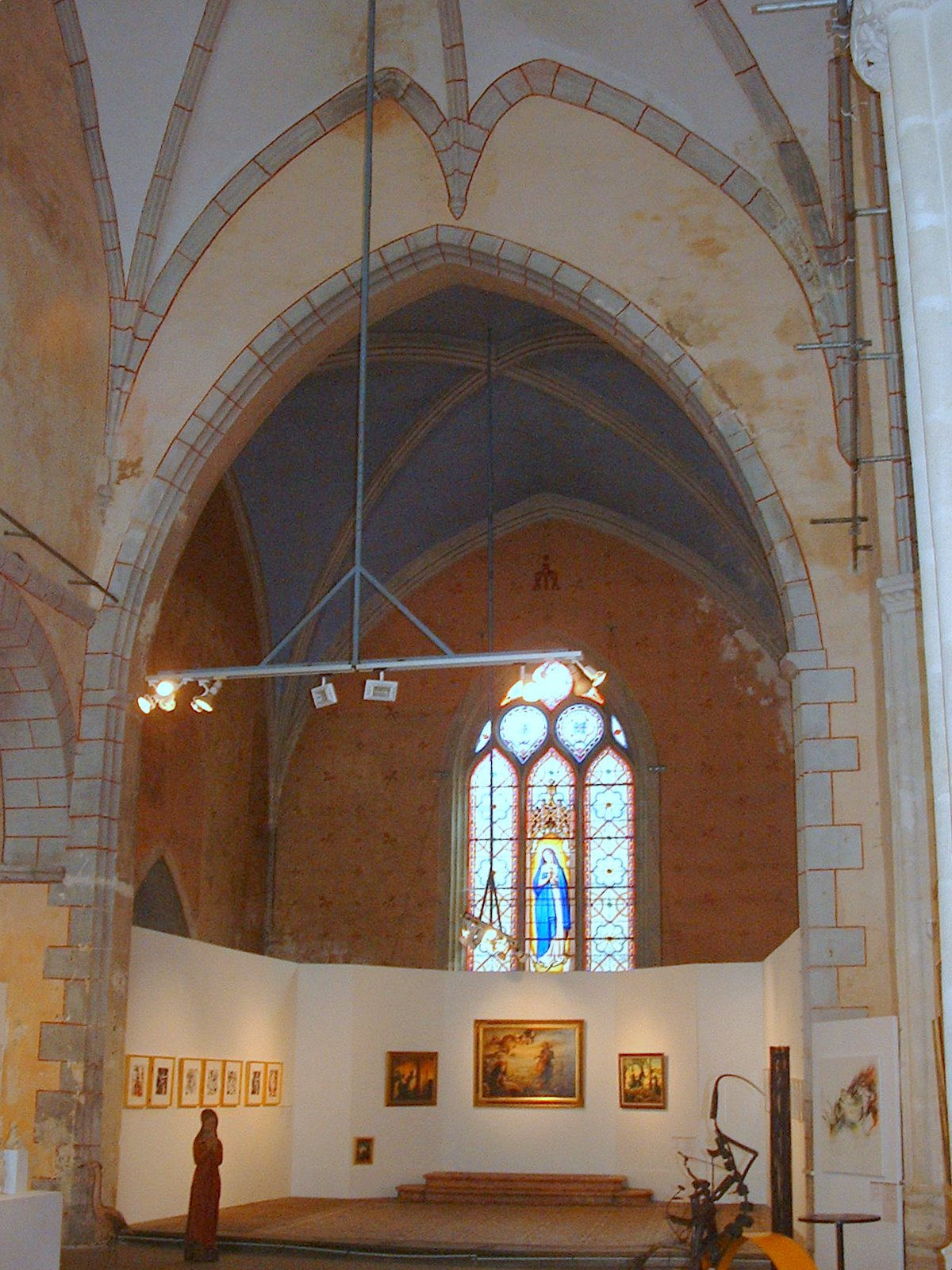
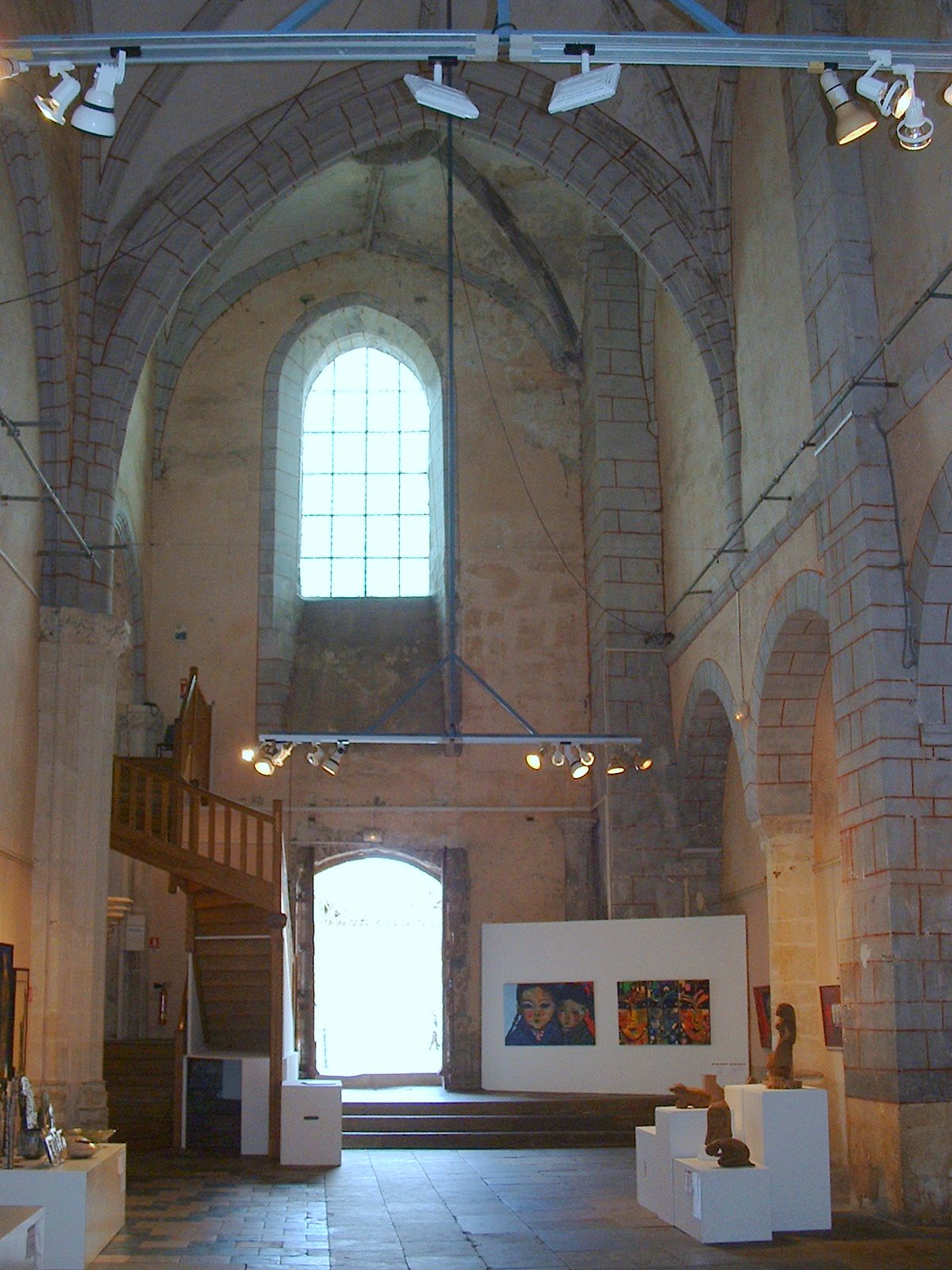